# Arisaema linearifolium
Arisaema linearifolium är en kallaväxtart som beskrevs av Guy Gusman och J.T.Yin. Arisaema linearifolium ingår i släktet Arisaema och familjen kallaväxter. Inga underarter finns listade.